# Wang Dang Doodle
"Wang Dang Doodle" is een blueslied dat in 1951 of 1952 door Willie Dixon werd geschreven voor Howlin' Wolf. In juni 1960 werd het als single uitgegeven door Chess Records, met "Back Door Man" als B-kant.

## Achtergrond
Het is waarschijnlijk gebaseerd op "Bull Dagger's Ball", dat met name populair was bij lesbiennes. Robert Springer stelt in een van zijn boeken echter dat het geënt zou zijn op "Down at the Razor Ball" van Sara Martin. In het lied wordt gezongen over een bal of een feest, waar de gasten zich tot diep in de nacht vermaken: "We gonna pitch a wang dang doodle all night long. All night long, all night long, all night long".
Howlin' Wolf had een grote hekel aan het nummer en noemde het ouderwets. Zijn geringschatting van het lied weerhield hem er echter niet van het in 1960 op te nemen. Een journalist van het Amerikaanse muziekblad Billboard was enthousiaster en schreef hierover in januari 1961 het volgende: "Howlin' Wolf wraps up a primitive blues chant in solid, emotional delivery".

## Uitvoeringen
"Wang Dang Doodle" is door verschillende artiesten en bands vertolkt. Koko Taylor oogstte in november 1965 veel succes met haar versie. Zij verkocht binnen enkele maanden honderdduizend exemplaren. In het begin van de jaren zeventig verscheen een vertolking van de uit Den Haag afkomstige bluesrockband Livin' Blues. De Britse singer-songwriter PJ Harvey bracht "Wang Dang Doodle" in 1993 uit.

## Hitnoteringen

### Top 40
| "Wang Dang Doodle" (door Livin' Blues) in de Nederlandse Top 40 binnen: 1 januari 1971 | "Wang Dang Doodle" (door Livin' Blues) in de Nederlandse Top 40 binnen: 1 januari 1971 | "Wang Dang Doodle" (door Livin' Blues) in de Nederlandse Top 40 binnen: 1 januari 1971 | "Wang Dang Doodle" (door Livin' Blues) in de Nederlandse Top 40 binnen: 1 januari 1971 | "Wang Dang Doodle" (door Livin' Blues) in de Nederlandse Top 40 binnen: 1 januari 1971 | "Wang Dang Doodle" (door Livin' Blues) in de Nederlandse Top 40 binnen: 1 januari 1971 | "Wang Dang Doodle" (door Livin' Blues) in de Nederlandse Top 40 binnen: 1 januari 1971 | "Wang Dang Doodle" (door Livin' Blues) in de Nederlandse Top 40 binnen: 1 januari 1971 | "Wang Dang Doodle" (door Livin' Blues) in de Nederlandse Top 40 binnen: 1 januari 1971 | "Wang Dang Doodle" (door Livin' Blues) in de Nederlandse Top 40 binnen: 1 januari 1971 |
| Week                                                                                   | 1                                                                                      | 2                                                                                      | 3                                                                                      | 4                                                                                      | 5                                                                                      | 6                                                                                      | 7                                                                                      | 8                                                                                      |                                                                                        |
| -------------------------------------------------------------------------------------- | -------------------------------------------------------------------------------------- | -------------------------------------------------------------------------------------- | -------------------------------------------------------------------------------------- | -------------------------------------------------------------------------------------- | -------------------------------------------------------------------------------------- | -------------------------------------------------------------------------------------- | -------------------------------------------------------------------------------------- | -------------------------------------------------------------------------------------- | -------------------------------------------------------------------------------------- |
| Nummer                                                                                 | 31                                                                                     | 20                                                                                     | 13                                                                                     | 10                                                                                     | 11                                                                                     | 17                                                                                     | 25                                                                                     | 39                                                                                     | uit                                                                                    |

### NPO Radio 2 Top 2000
| Nummer met noteringen in de NPO Radio 2 Top 2000 | '05  | '06  | '07  | '08  | '09  | '10  |
| ------------------------------------------------ | ---- | ---- | ---- | ---- | ---- | ---- |
| Wang Dang Doodle                                 | 1952 | 1474 | 1628 | 1888 | 1905 | 1976 |

1. ↑  Een vetgedrukt getal geeft de hoogste notering aan.
2. ↑  2005 was het eerste jaar met een notering voor dit nummer.
3. ↑  Deze tabel is bijgewerkt tot en met de meest recente editie (2024).